# NGC 63
NGC 63 è una galassia a spirale, o forse intermedia, situata nella costellazione dei Pesci.
NGC 63 è stata scoperta il 27 agosto 1865 dall'astronomo tedesco Heinrich Louis d'Arrest. La galassia presenta una larga riga a 21 cm dell'idrogeno neutro.